# Mutter-Kind-Kur
Eine Mutter-/Vater-Kind-Maßnahme (veraltet auch „Mutter-Kind-Maßnahme“) ist eine stationäre medizinischen Vorsorge- bzw. medizinischen Rehabilitationsmaßnahme für Mütter und Väter. Die Leistung umfasst in der Regel 21 Tage und es besteht ein Rechtsanspruch bei Vorliegen der gesundheitlichen Voraussetzungen von den gesetzlichen Krankenkassen für deren Versicherte. Vergleichbare Leistungen bestehen auch für Beamte bzw. privat Versicherte als sogenannte Rehabilitationsmaßnahme in einer sanatoriumsanerkannten Rehaklinik. Ein Anspruch besteht auch für privat Versicherte im Basistarif. Die Verwendung von Urlaub für die Dauer der Maßnahme ist ausgeschlossen. Die Zielgruppe der Maßnahme sind alle, die in Erziehungsverantwortung standen oder stehen, also gegebenenfalls auch Großeltern.
Im Jahr 2013 machten 49.000 Mütter eine Mutter- und Mutter-Kind-Maßnahme. Im Jahr 2003 waren es rund 46.000.
Im Jahr 2007 machten 650 Väter eine Vater-Kind-Maßnahme, im Jahr 2018 waren es 1600.

## Voraussetzungen und Beantragung
Die rechtlichen Grundlagen für Mutter-/Vater-Kind-Maßnahmen sind in § 24 und § 41 Fünftes Buch Sozialgesetzbuch (SGB V) bzw. für Beamte in den jeweiligen Beihilfevorschriften verankert.
Ein Rechtsanspruch auf eine Vorsorge-Maßnahme besteht, um
- eine Schwächung der Gesundheit, die in absehbarer Zeit voraussichtlich zu einer Krankheit führen würde, zu beseitigen,
- einer Gefährdung der gesundheitlichen Entwicklung des Kindes entgegenzuwirken,
- Krankheiten zu verhüten oder deren Verschlimmerung zu vermeiden oder
- für pflegende Angehörige.

Medizinische Vorsorgemaßnahmen nach § 24 SGB V werden immer stationär erbracht, auch ohne dass ambulante Behandlungsmöglichkeiten ausgeschöpft worden sind (§ 24 Abs. 1 Satz 4 i. V. m. § 23 Abs. 4 Satz 1 SGB V).
Ein Anspruch auf eine Rehabilitationsmaßnahme besteht, um
- eine Krankheit zu heilen, zu bessern oder deren Verschlimmerung zu verhüten.

Die Krankenkasse entscheidet über den Antrag unter Inanspruchnahme des Medizinischen Dienstes der Krankenversicherung. Maßgebliche Kriterien für die Entscheidung sind die Rehabilitations-Richtlinien des Gemeinsamen Bundesausschusses der Ärzte und Krankenkassen und die Begutachtungs-Richtlinie "Vorsorge und Rehabilitation". Während der Mutter/Vater-Kind-Kur besteht ein Anspruch auf Haushaltshilfe nach den Voraussetzungen des § 38 Abs. 1 SGB V.
Die am 6. Februar 2012 beschlossene überarbeitete Fassung der Begutachtungsrichtlinie "Vorsorge und Rehabilitation" enthält Klarstellungen über die Erbringung von Vorsorge- und Rehabilitationsleistungen für Eltern und ihre Kinder. Insbesondere ist festgelegt, dass der Grundsatz „ambulant vor stationär“ bei diesen Maßnahmen nicht gilt und dass Rentenversicherungsträger keine Mutter-/Vater-Kind-Leistungen erbringen. Zur Begutachtung werden nun auch bestimmte Gesundheitsstörungen ausdrücklich herangezogen, die typischerweise bei Eltern ein hohes Krankheitsrisiko bedingen, beispielsweise das Erschöpfungssyndrom, Unruhe- und Angstgefühle, Schlafstörungen und Mehrfachbelastungen durch Beruf und Familie.

## Dauer
Stationäre Mutter-/Vater-Kind-Maßnahmen sind auf 21 Tage angelegt, wobei auf Antrag bei der Krankenversicherung während der Maßnahme eine Verlängerung aus medizinischen Gründen um eine weitere Woche möglich ist. Die Wiederholung einer Mutter-/Vater-Kind-Maßnahme kommt in der Regel frühestens nach Ablauf von vier Jahren in Betracht (§ 23 Abs. 5 SGB V), es sei denn, eine vorzeitige Leistung ist aus medizinischen Gründen dringend erforderlich. Je Kalendertag des Aufenthalts ist eine Zuzahlung in Höhe von 10 Euro zu leisten, maximal für 28 Tage.

## Aufenthalt
Eine stationäre Gesundheitsmaßnahme ist kein Urlaubsaufenthalt. Die Teilnehmer nehmen aktiv am Behandlungsgeschehen teil. Die Rehaklinik erstellt einen Behandlungsplan, der auf die Indikationen zugeschnitten ist. Dieser kann psychologische oder pädagogische Gespräche, Bewegungsprogramme, Physiotherapie, Ernährungsberatungen oder andere Schulungen umfassen. Je nach Alter der Kinder und Größe der Häuser wird in den Einrichtungen Kinderbetreuung und außerhalb der Ferien auch wissenserhaltender Unterricht für Schüler angeboten.

## Behandlungskonzepte
Die meisten Mutter-Kind- oder Vater-Kind-Kliniken setzen auf einen Ansatz der Salutogenese, d. h. einen ganzheitlichen Therapieansatz. Der Therapieplan wird individuell nach den Bedürfnissen der Patientin zusammengestellt und besteht unter anderem aus medizinischen Anwendungen, Heilbädern, Physiotherapie, psychologischer und pädagogischer Betreuung. Neue Ansätze gehen von vielfach psychosomatisch bedingten Krankheitsbildern aus als Folge einer allgemeinen Überforderung im Alltag. Die Therapie muss deshalb stärker ganzheitlich orientiert sein.
Rehakliniken bieten im Rahmen ihrer jährlichen Behandlungsdurchgänge auch spezielle Schwerpunktmaßnahmen für besondere Krankheitsbilder oder Belastungskonstellationen an (z. B. Adipositas, ADS/ADHS, Asthma, Neurodermitis, krebskranke Frauen, Alleinerziehende, Trauer, Trennung). Andere Häuser sind auf spezielle Patientengruppen spezialisiert (z. B. Mütter/Väter mit behinderten Kindern).